# Lage (Buch)

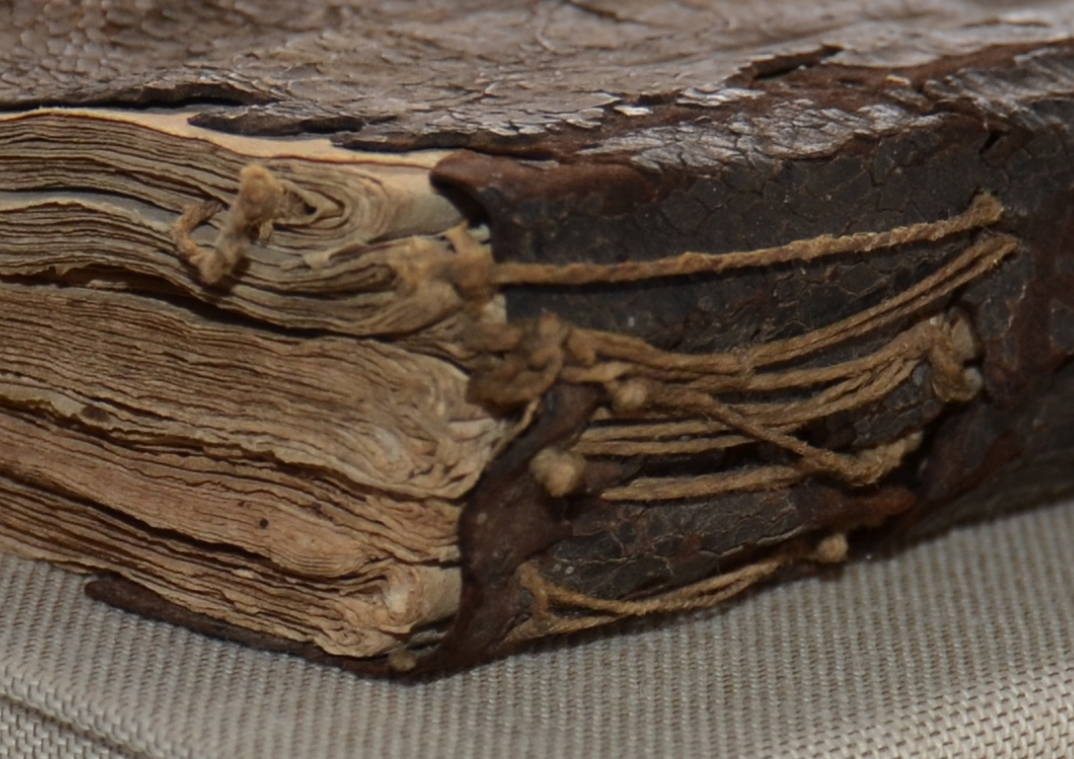
Aus neun Lagen bestehende Handschrift (Gemeindebuch Schrebitz).

Eine Lage bezeichnet beim Buch mehrere ineinander gelegte gefalzte Blätter, bei gedruckten Werken sind das die einzelnen, gefalzten Druckbögen. Das sind mehrere ineinandergesteckte, meistens vierseitige, fortlaufend nummerierte Doppelblätter. Die Lagen werden in der handwerklichen Buchbinderei bearbeitet, während in der industriellen Buchbinderei für dasselbe Objekt der Begriff Falzbogen verwendet wird. Mehrere geheftete Lagen ergeben zusammen den Buchblock.
Der Beginn einer Lage ist als kleingedruckte Bogensignatur in Form einer Zahl oder eines Buchstabens, mitunter eine Kombination beider, auf der jeweils ersten Seite unten rechts oder links erkennbar. Diese Bogensignatur ist in einem Buch fortlaufend und dient bereits der Übersicht des Druckers und dem korrekten Zusammentragen der Lagen vor dem Bindevorgang des Buches.
Im Papiergewerbe wird mit dem Begriff Lage auch eine bestimmte Anzahl von Papierbogen (meistens so viel, wie von Hand bewegt werden können) bezeichnet.
Im Früh- und Hochmittelalter waren 4 Pergamentdoppelblätter pro Lage die häufigste Zusammensetzung in Codices. Sie ergaben Hefte zu acht Einzelblättern oder 16 Seiten, den Quaternio. Aber es gab auch dünnere oder dickere Lagen: Binio (2 Doppelblätter) oder Ternio (3 Doppelblätter) bzw. Quinternionen oder Quinionen (5 Doppelblätter). Mit der Einführung des neuen Beschreibstoffs Papier im 14. und 15. Jahrhundert werden Sexternionen oder Senionen, d. h. Lagen aus sechs Doppelblättern zu insgesamt 12 Blatt (24 Seiten), üblich.